# Iné Kafe
Iné Kafe или Inekafe — словацкая поп-панк-группа, созданная в 1995 году. Наибольшего успеха группа добилась в 2000—2003 годах, когда в свет вышли альбомы Čumil, Je Tu Niekto?, Príbeh и Bez Udania Dôvodu. Творчество группы оказало влияние на целое поколение, а продажи пластинок составили более 100 тысяч копий. Своё существование окончила 17 февраля 2006 года.

## История

### Начало
Группа была создана двумя бывшими участниками и гитаристами группы Shogun в конце 1995 года — Вратко Рогонь и Майо Хроми. Своим названием они хотели отличиться от других групп и поэтому назвались Iné Kafe (Другое Кафе), которое изначально было написано на кириллице. В первом составе группы играли бас-гитарист Рихард Баргер и ударник Норо Комада. В начале 1996 года Баргер и остальная часть группы узнают, что Комада принимает наркотики и после нескольких предупреждений его исключают из состава группы. В марте к группе присоединяются братья Праженцы (Вайо — бас, Додо — ударные) из групп Grg и Prd. В таком составе они дают первый концерт и записывают первое демо «Kachny» в Тренчине. Тем не менее, в сентябре Майо Хроми покидает группу и уезжает в Прагу. Место у микрофона занимает Вратко, а в декабре, в качестве вокалиста, был принят Марек 'Cibi' Цибула.. Данным составом в 1997 году они записывают демо «Situácia». В 1998 году группа работает над дебютным альбомом, который решает выпустить на лейбле Shotgun Records. Наконец, в октябре, выходит альбом «Vitaj!». Хит 090X попадает в ротацию на радио.

### Путь наверх
Группа снимает клип к своему дебютному синглу. В начале 1999 года группа отправляется в Vitaj! Tour. На должность второго гитариста в этом туре был принят Томаш 'Yxo' Догнански и группы Hex, однако вскоре он покидает этот пост.. На смену ему приходит Петер 'Fiski' Кудола. В мае группу покидает Марек 'Cibi' Цибула по причине нежелания участвовать в концертах и из-за возникшего конфликта с другими участниками. Вратко Рогонь занимает место вокалиста и группа записывает сингл «Svätý Pokoj». Он является вторым синглом перед альбомом «Čumil». Этот альбом привлекает внимание средств массовой информации. Группа все чаще появляется на телевидении. Внезапный приход славы и денег приводит к тому, что группа раскалывается на два лагеря: Вратко на одной стороне, Додо и Вайо — на другой. Обе стороны обвиняют друг друга, начинаются судебные процессы между участниками. Это приводит к распаду группы, когда из неё уходят Додо и Вайо и вместе с бывшим вокалистом 'Cibi' и концертным гитаристом с конца 1999 года Робом, создают группу Plus Mínus, которая в начале была копией Iné Kafé. Вскоро в споре с Вратко остаются трое (Robo в конфликте участвовать не хочет).

### Вершина
В мае к группе присоединяются Петер 'Forus' Фора (бас), Тибор Приклер (гитара)и Дано Матгиа. В этом составе группа даёт концерты и записывает сингл «Kto Na To Príde?», а затем, в сентябре, выходит полноформатный третий альбом «Je Tu Niekto?». В 2001 году начинается работа над книгой Úspešne Zapojení, которая содержит историю группы в виде интервью с бывшими участниками. В это же время группа работает над четвёртым альбомом «Príbeh». Он выходит в сентябре 2001 года и становится лучшим альбомом Iné Kafe. Казалось, группа станет самой популярной на мейнстрим-сцене, как вдруг в 2002 году группу покидает Тибор.

### Назад к корням
Группа отказывается играть в туре с поп-музыкантами. Вратко мирится с Cibi, Вайо и Додо. В знак примирения, а также по просьбе преданных фанатов, они перезаписывают первые демо и объединяют их в альбом «Situácia & Kachny». В начале 2003 года группа готовит материал для нового альбома, но Дано Матгиа уходит из группы, получив приглашение играть на Мальорке. Его заменяет барабанщик Ян Розбора из группы Vanilla Club. Альбом выходит под названием «Bez Udania Dôvodu», которое размещается на обложке под передним колесом автомобиля Волга. На данном альбоме первый раз было использовано название Inekafe вместо Iné Kafe. Причиной выхода нового альбома в свет лишь в 2003 году группа назвала то, что выпускать альбомы каждый год утомительно. После выхода «Príbeh» группа оказалась на пределе своих сил и решила временно уйти со сцены и сделать паузу в творчестве. В 2005 году группа организовывает специальный Situácia a Vitaj! Tour в котором играют музыканты которые записывали эти альбомы (Cibi, Вратко, Додо, Вайо). Группа дает только шесть концертов (по два в Словакии, Моравии и Чехии). Однако официальный состав все ещё: Вратко, Форус и Розбора.

### 2006—2009
В начале 2006 года, главный участник Iné Kafe, гитарист и вокалист, решает заняться авиацией, что несовместимо с активной деятельностью в группе. Возможность заменить его другим членом группы, участники не использовали и 17 февраля 2006 года группа объявила о прекращении своей деятельности. На своем официальном сайте группа обратилась к поклонникам с просьбой больше не писать письма на электронную почту с просьбами о воссоединении или дачи последнего концерта. И все же, под давлением поклонников, 22 мая 2008 года, группа дает бесплатный эксклюзивный концерт в составе из четырёх человек, которые никогда не появлялись на сцене вместе, но были в Iné Kafe дольше остальных. Концерт был дан в Братиславе в Млинской долине. На этом концерте группа объявила дату выхода сборника лучших композиций, который выйдет 9 сентября 2009 года. Поскольку группа имеет большую базу поклонников и в Чешской Республике, они сыграли и там 31 января 2009 года в Праге. Первоначально концерт было решено провести в концертном зале Folimanka, но затем его перенесли на большую сцену в Incheba Aréna. Запись этого концерта вышла в апреле 2009 года на DVD под названием «Live In Praha», где в дополнение были помещены все клипы группы и другие бонусы. В этом же году группа объявила о записи сборника «Best Of» выход которого назначили на апрель 2010 года.

## Возвращение

### 2010
В это время дальнейшая деятельность группы не предвиделась, но под давлением фанатов, 11 января 2010 года, Inekafe официально объявляют о своем возвращении на сцену. Синглом «Deja vu» группа ознаменовала своё воссоединение. Весной был выпущен двойной компакт-диск «Najlepších 15 rockov», первый из дисков которого содержал лучшие хиты группы, а второй ремейки избранных песен. К нему были сняты два видеоклипа: «Deja vu» и «Pomôžte mi so mnou» по одноимённым композициям. Летом 2010 года группа отыграла выступления на трех летних фестивалях и в конце года закрывается в студии, начав работу над новым альбомом, первым за восемь лет.

## Участники (до последнего времени)
- Вратко Рогонь (Vratko Rohoň) — гитара 1995—2006, 2008, вокал 1999—2006, 2008
- Петер Фора (Peter Fóra) — бас-гитара, вокал 2000—2006 (кроме Situácia & Vitaj Tour), 2008
- Додо (Dodo) — ударные 1996—2000, 2005 (Situácia & Vitaj Tour), 2008
- Вайо (Wayo) — бас-гитара 1996—2000, 2005 (Situácia & Vitaj Tour), 2008 (гитара)

## Бывшие участники
- Майо Хроми (Majo Chromý) — гитара, вокал 1995—1996
- Норо Комада (Noro Komada) — ударные 1995, выгнан за употребление наркотиков
- Марек Циби (Marek Cibi) — вокал 1996—1999, 2006 (Situácia & Vitaj Tour)
- Тибор Приклер (Tibor Prikler) — гитара 2000—2002, не был студийным музыкантом
- Дано Матгиа (Dano Mathia) — ударные 2000—2003, получил предложение играть на Мальорке
- Ян Розбора (Jano Rozbora) — ударные, 2003—2006 (кроме Situácia & Vitaj Tour)

## Гостевые участники
- Рихард Баргер (Richard Barger) — бас-гитара 1995
- Петер Кудола (Peter FISKY Kudola) — гитара 1999 Vitaj tour
- Робо (Robo Bop The Pop) — гитара 1999 (без участия Cibi)

Циби, Робо, Додо и Вайо основали с братьями Праженцами группу Plus Mínus

## Дискография
- 1996 Kachny — demo (Shotgun?)
- 1997 Situácia — demo (Shotgun?)
- 1998 Vitaj! (Shotgun)
- 1999 Čumil (Universal Music)
- 2000 Je Tu Niekto? (Forza Production House)
- 2001 Príbeh (Forza Production House)
- 2002 Situácia & Kachny — переиздание (Shotgun Records, Forza Production House)
- 2003 Bez Udania Dôvodu (Forza Production House)
- 2009 Live In Praha — DVD
- 2011 Právo na šťastie[1]